# Yalta (municipalité)
Pour les articles homonymes, voir Yalta (homonymie).
La municipalité de Yalta (russe : Ялтинский горсовет; ukrainien : Ялтинська міськрада; tatar de Crimée : Yalta şeer şurası) est l'une des 25 subdivisions administratives de la république de Crimée. Elle porte le nom de Yalta, la principale ville qui en est le chef-lieu administratif.

## Divisions administratives
Outre Yalta, la municipalité compte une autre ville importante, Aloupka, ainsi que 21 villes secondaires et 9 villages répartis dans 7 communautés citadines.
| - 1 - ville de Yalta - 2 - communauté urbaine d'Aloupka - Aloupka - 3 - communauté urbaine de Foros - Foros - Melas ou Sanatorne - Mouhalatka - Mchatka - Oliva - 4 - communauté urbaine de Gaspra - Gaspra - 5 - communauté urbaine de Hourzouf - Hourzouf - Ay Danil ou Danilovka (Ay Danil) - Krasnokamianka (Qızıltaş) - Lineïne - Partyzanske - 6 - communauté urbaine de Koreïz - Koreïz - Mickhor (officiellement partie de Koreïz) | - 7 - communauté urbaine de Livadia - Livadia - Vinogradnoïe - Vysokohirne (Tüzler) - Hirne (Eriklik) - Kuybycheve (İsar) - Kourpaty - Oreanda - Ohotniche - 8 - communauté urbaine de Massandra - Massandra - Nikita - Vidradne ou Djemiyet (Cemiyet) - Vochod (Mağaraç) - Sovietskoïe (Dolossı) - 9 - communauté urbaine de Simeïz - Simeïz - Kastropol ou Berehove - Holuba Zatoka (Limena) - Katsiveli - Opolzneve (Kikineiz) - Parkove (Yañı Küçükköy) - Ponyzivka |